# Moara Nica, Suceava
Moara Nica este satul de reședință al comunei Moara din județul Suceava, Bucovina, România.

## Obiective turistice
- Biserica de lemn din Moara Nica - monument istoric

 Acest articol despre o localitate din județul Suceava este deocamdată un ciot. Puteți ajuta Wikipedia prin completarea lui.